# اچ‌ام‌اس رامنی (۱۶۹۴)
اچ‌ام‌اس رامنی (۱۶۹۴) (به انگلیسی: HMS Romney (1694)) یک کشتی بود که طول آن ۱۳۰ فوت ۰٫۵ اینچ (۳۹٫۶ متر) بود.